# Loek Huisman

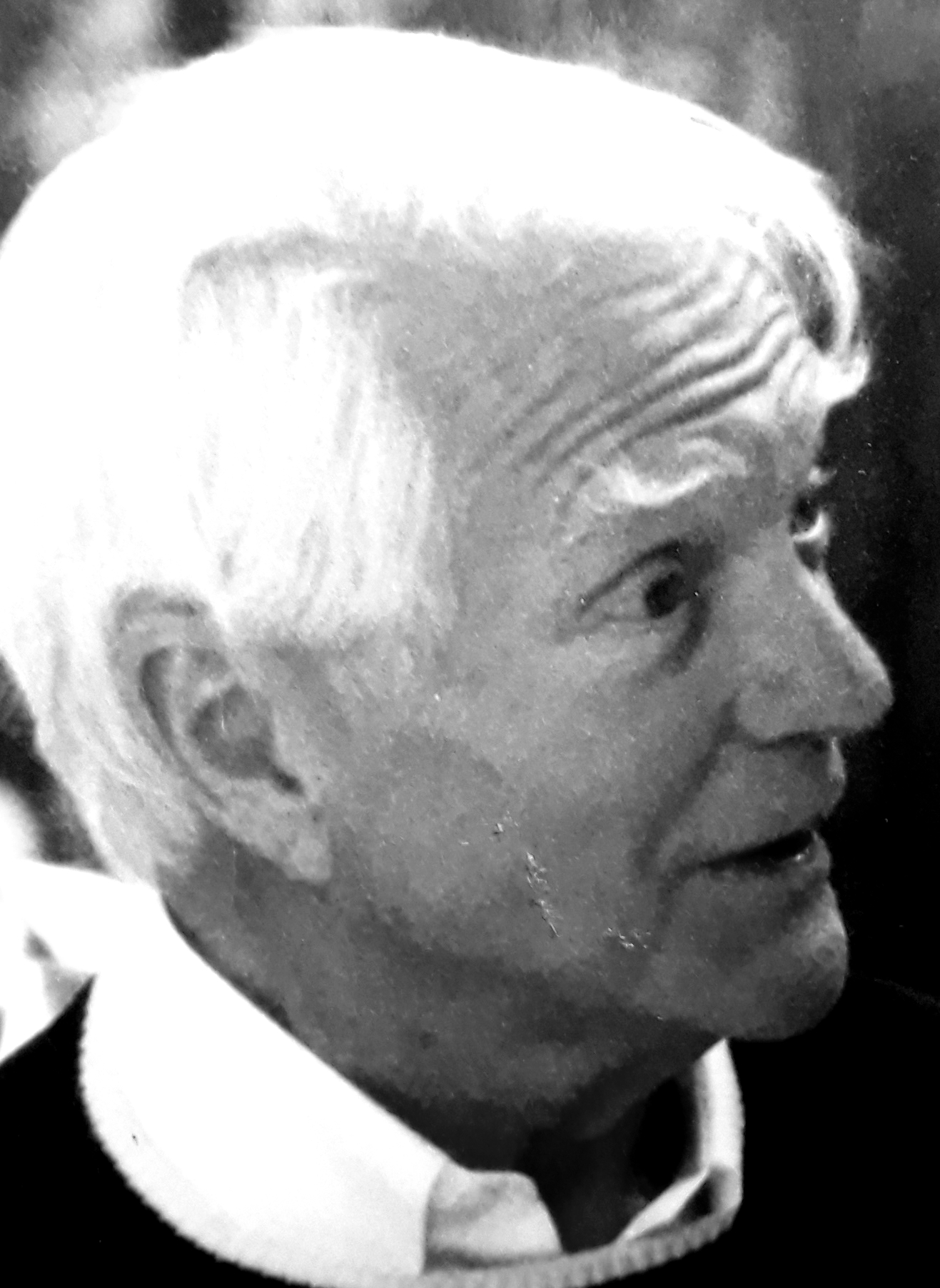
Loek Huisman

Loek Huisman (* 25. Januar 1926 in Bandung, Niederländisch-Indien; † 29. Dezember 2017 in Wien, Österreich) war ein niederländischer Bühnenschauspieler, Regisseur, Autor und Übersetzer.

## Leben
Loek Huisman wurde 1926 in Bandung geboren. Er wuchs in Java und Sumatra sowie Den Haag auf. 1944 beendete er das Gymnasium dort mit einem Hogereburgerschoolabschluss. 1946 unternahm er eine sechsmonatige Tournee durch Niederländisch-Ostindien, danach war er ein Jahr lang Student am Theater in Den Haag. Er studierte am Max Reinhardt Seminar in Wien.
Von 1950 bis 1954 war er als Schauspieler am Wiener Burgtheater. 1955 kam er nach München, wo er die Schauspielerei aufgab und mit dem Schreiben begann. Sein Hörspiel „Die Liebe zu mir“ (1959) wurde von deutschen Radiosendern und unter dem Titel „Love and Gratitude“ auch von der BBC ausgestrahlt. 1968 inszenierte er einen Goethe-Abend für Helene Thimig, Johanna Matz und Michael Heltau. Der Erfolg war so groß, dass das Burgtheater damit eine Welttournee veranstaltete. Es folgten zahlreiche Regieaufträge, unter anderem für das Wiener Volkstheater. Huisman war auch an den Wiener Festwochen beteiligt.
Bekannt wurde Huisman insbesondere durch die textliche und musikalische Dramaturgie für die Soloabende seines Lebenspartners, des Schauspielers und Sängers Michael Heltau. Insgesamt 64 Jahre lebte er in einer Beziehung mit ihm. Huisman machte sich auch als Übersetzer einen Namen. Im Auftrag des Diogenes Verlags übersetzte er Shakespeares „Romeo und Julia“, „Richard II.“ und adaptierte 1973 für die Salzburger Festspiele Shakespeares Königsdramen in einer neuen Übersetzung („Das Spiel der Mächtigen“), unter anderem für den italienischen Regisseur Giorgio Strehler. Neben Theaterstücken (u. a. Luigi Pirandellos „Die Riesen vom Berge“) übersetzte er viele Titel französischer Chansonlegenden wie Jacques Brel, Charles Aznavour und Charles Trenet ins Deutsche.
Seit 2004 war er Träger des Österreichisches Ehrenkreuz für Wissenschaft und Kunst I. Klasse.

## Hörspiel
- 1959: Die Liebe zu mir – Regie: Friedhelm Ortmann (Hörspiel – WDR)

Quelle: ARD-Hörspieldatenbank